# Eugen Drewermann
Eugen Drewermann, né le 20 juin 1940 à Bergkamen, est un théologien et psychanalyste jungien allemand en rupture de ban avec l'Église catholique dans laquelle il a été ordonné prêtre en 1966.

## Biographie
Eugen Drewermann nait en 1940 dans la Ruhr d'une mère catholique et d'un père luthérien, contremaître dans une mine. Après son Abitur, il étudie la philosophie à l'Université de Münster, la théologie catholique à la Faculté de théologie de Paderborn et la psychanalyse dans un institut près de Göttingen.
En 1956, à la création de la conscription en Allemagne fédérale, il entre pour la première fois en conflit avec l'Église catholique. Du fait de ses convictions pacifistes consécutives à son expérience de la guerre alors qu'il était enfant, il se déclare objecteur de conscience. Or le clergé catholique allemand prêche d'abord qu'un catholique allemand n'a pas le droit de refuser le service militaire, puis, l'objection de conscience étant acceptée par l'État allemand, finit par l'accepter aussi, ce qui ébranle pour Drewermann le dogme d'infaillibilité de l'Église catholique.
En 1966, il est ordonné prêtre dans le diocèse de Paderborn. D'après Jean-Pierre Bagot, docteur en philosophie et prêtre lui aussi, sa confrontation dans son ministère à des personnes en cure psychothérapeutique le pousse à remettre en cause l'enseignement moral catholique et à entreprendre une formation psychanalytique auprès de Harald Schultz-Hencke, psychiatre néo-freudien de tendance jungienne.
En 1977-1978, il publie une thèse en trois volumes intitulée Strukturen des Bösen (éditée en français sous le titre Le mal, également en trois volumes, de 1995 à 1997), dont une grande partie porte sur les onze premiers chapitres de la Genèse. « Usant tour à tour de l'exégèse, de la psychologie des profondeurs de Jung et des philosophies de Kant, Hegel, Kierkegaard et Sartre, il propose une vision renouvelée de la doctrine du péché originel : saisi d'angoisse devant sa liberté, l'homme fuit sa condition d'être limité, mais responsable ».
De 1979 à 1991, Privat-docent (en allemand : Privatdozent)  en histoire des religions et théologie dogmatique à la Faculté de théologie de Paderborn, il tente de concilier la doctrine de l'Église catholique avec les connaissances qu'il a acquises en critique biblique, la psychanalyse jungienne et l'évolution de la société. Mais son « interprétation "psychanalytique" de la Bible déclenche un conflit violent avec les exégètes historico-critiques [catholiques] qui l'accusent de détruire les bases historiques de la foi ».
En 1991, ayant été suspens a divinis, il acquiert une notoriété mondiale et chacune de ses œuvres donne désormais lieu à de nombreuses controverses et débats.
Il dialogue avec Tenzin Gyatso, le 14e dalaï-lama, lors de conférences publiques le 18 août 1991 et le 4 août 2005 à Zurich en Suisse.
Dans son ouvrage Les Voies du cœur : non-violence et dialogue entre les religions, écrit  avec le 14e dalaï-lama et publié en 1992 en Allemagne, Eugen Drewermann explique comment à l’époque du réarmement de l'Allemagne, à l'âge de seize ans, il s'est tourné vers le bouddhisme et s’est intéressé à la non-violence et au dialogue interreligieux à l'intérieur du christianisme.
En 1994, il est interdit d’enseignement à la Faculté de théologie de Paderborn par l'archevêque de Paderborn, Johannes Degenhardt, à la suite du succès de son livre Fonctionnaires de Dieu, paru en 1989, et de ses travaux comparatistes sur le récit chrétien de la naissance virginale du Fils de Dieu et de sa résurrection. Il n'est plus autorisé à tenir son séminaire et ne peut plus célébrer ou conférer les sacrements.
L'université publique de Paderborn lui ouvre alors une chaire de sociologie et anthropologie de la civilisation et, jusqu'en 2000, il donne une causerie religieuse et morale, « Le mot hebdomadaire », au lycée de Paderborn.
En 2005, il quitte formellement l'Église catholique,.
Il est actuellement psychothérapeute et conférencier sur les questions de religion, de présentation de la Bible, d'analyse des contes populaires ou autour des relations entre l'animal et l'homme.
La notion de « bureaucrate consacré » qu'il a développée dans ses livres a été critiquée par le pape Benoît XVI.
Drewermann est porteur de positions politiques tranchées. Il est contre le capitalisme, contre la croissance économique et l'intérêt, pour l'euthanasie, contre les guerres du Golfe et les attaques aériennes israéliennes pendant la guerre du Liban. Il est l'auteur de textes de soutien au parti postcommuniste Die Linke et participe par des conférences à des manifestations de la gauche allemande.

## Œuvres traduites en français

### Commentaires bibliques et réflexions théologiques
- Psychanalyse et théologie morale, t. 1 : La peur et la faute, Paris, Le Cerf, 1992,  (ISBN 2-204-04517-9).
- Psychanalyse et théologie morale, t. 2 : L'amour et la réconciliation , Paris, Le Cerf, 1992.
- Psychanalyse et théologie morale, t. 3 : Le mensonge et le suicide , Paris, Le Cerf, 1992.
- De l'immortalité des animaux, Paris, Le Cerf, 1992.
- De la naissance des dieux à la naissance du Christ. Une interprétation des récits de la nativité de Jésus d'après la psychologie des profondeurs Paris, Le Seuil, 1992.
- Les Voies du cœur : non-violence et dialogue entre les religions, avec le 14e dalaï-lama, Paris, Le Cerf, 1993.
- L'Évangile de Marc. Images de la rédemption, t. 1 : Introduction, Paris, Le Cerf, 1993.
- Dieu guérisseur. La légende de Tobit ou le périlleux chemin de la rédemption interprétation psychanalytique d'un livre de la Bible, Paris, Le Cerf, 1993.
- Fonctionnaires de Dieu, Paris, Albin Michel, 1993.
- L'Église doit-elle mourir ?, Paris, Stock, 1994.
- Sermons pour temps pascal, Paris, Albin Michel, 1994.
- La parole et l'angoisse. Commentaire de l'Évangile de Marc, Paris, Desclée de Brouwer, 1995.
- Le mal, t. 1: Structures et permanence, Paris, Desclée de Brouwer, 1995.
- Le mal, t. 2: Approche psychanalytique du récit yahviste des origines, Paris, Desclée de Brouwer, 1996.
- Le mal, t. 3: Approche philosophique du récit yahviste des origines, Paris, Desclée de Brouwer, 1997.
- L'évangile des femmes, Paris, Le Seuil, 1996.
- Dieu en toute liberté. Psychologie des profondeurs et religion, Paris, Albin Michel, 1997.
- Psychanalyse et exégèse, t. 1 : La vérité des formes : rêves, mythes, contes, sagas et légendes, Paris, Le Seuil, 2000.
- Psychanalyse et exégèse, t. 2 : La vérité des œuvres et des paroles : miracles, visions, prophéties, apocalypses, récits historiques, paraboles, Paris, Le Seuil, 2001.
- Le secret de Jésus expliqué aux jeunes, Karthala, 2022.

### Lecture psychanalytique de contes
- L'Essentiel est invisible. Une lecture psychanalytique du Petit Prince, Paris, Le Cerf, 1992.
- La Boule de cristal. Interprétation psychanalytique, trad. Annick Yaiche, Paris, Le Cerf, 1993  (ISBN 2-204-04797-X). – Éd. or. : "Die Kristallkugel". Grimms Märchen tiefenpsychologisch gedeutet, Olten, Walter-Verlag, 1985.
- "Neigeblanche et Roserouge". Interprétation psychanalytique, trad. Catherine Mazellier-Grünbeck, Paris, Le Cerf, 1993  (ISBN 2-204-04728-7). – Éd. or. : "Schneeweisschen und Rosenrot" : Grimms Märchen tiefenpsychologisch gedeutet, Olten, Walter-Verlag, 1983.
- "La Jeune Fille sans mains". Interprétation psychanalytique d'un conte de Grimm, trad. Petru Dumitriu, Paris, Le Cerf, 1994.
- "Petit-Frère et Petite-Sœur". Lecture psychanalytique d'un conte de Grimm, trad. Petru Dumitriu, Paris, Le Cerf, 1994  (ISBN 2-204-04965-4). – Éd. or. : "Brüderchen und Schwesterchen" : Grimms Märchen tiefenpsychologisch gedeutet, Olten, Walter-Verlag, 1990.
- "Dame Holle". Psychanalyse d'un conte de Grimm, Paris, Le Seuil, 1995.

### Divers
- La parole qui guérit, Paris, Le Cerf, 1991,  (ISBN 2-204-04300-1).
- Progrès meurtrier, Paris, Stock, 1993.
- La spirale de la peur. Le christianisme et la guerre, Paris, Stock, 1994.
- Testament d'un hérétique, Paris, Albin Michel, 1994.
- Quand le ciel touche la terre, Paris, Stock, 1994.
- Barque du soleil, Paris, Le Seuil, 1994.
- L'envers du monde. Libres propos sur l'essentiel (avec Henry Le Chénier), Villeurbanne, Golias, 1996.
- Dialogue sur le parvis entre un évêque et un théologien (avec  Jacques Gaillot), Paris, Desclée de Brouwer, 1996.
- Milomaki, Paris, Le Seuil, 1997.
- Ecologie et spiritualité (Eugen Drewermann et al.), Paris, Albin Michel, 2006,  (ISBN 978-2-22617-282-2)